# Carlos Ferraris
Carlos Martín Ferraris (Vedia, Buenos Aires, 11 de abril de 1982) es un docente, licenciado en educación y político argentino. Actualmente 
se desempeña como intendente del Partido de Leandro N. Alem por la coalición Unión por la Patria.

## Trayectoria

### Honorable Concejo Deliberante (2015-2019)
El intendente de Leandro N. Alem Alberto Conocchiari, formaba parte del gobierno municipal desde 1999 desempeñando su quinto período (2015-2019), ocupó su banca como Concejal de Unidad Ciudadana, desempeñándose los últimos dos años de su banca como presidente del bloque dentro el Honorable Concejo Deliberante.

### Intendente de Leandro N.Alem (2019-presente)
En las Elecciones de 2019, Carlos Ferraris fue el candidato a Intendente del distrito de Leandro N. Alem, luego de la decisión de Alberto Conocchiari de no volver a presentarse luego de 20 años de gestión.
Encabezó el cuerpo municipal de la lista del Frente de Todos, que lideraban a nivel nacional Alberto Fernández, Cristina Fernández de Kirchner y Sergio Massa y a nivel provincial Axel Kicillof, Verónica Magario y Federico Otermín.
La lista encabezada por Ferraris obtuvo en las Elecciones Generales el 59,04% de los votos, lo que le permitió acceder a la intendencia y obtener 4 de las 6 bancas en juego en el Concejo Deliberante, y los dos cargos en el Consejo Escolar.

La ceremonia de asunción se llevó a cabo el 10 de diciembre de 2019, frente al Palacio Municipal ubicado en Vedia. Allí fue puesto en posesión del cargo, luego de que la Presidenta del cuerpo legislativo local le tomara juramento.
“Por la justicia social, por la igualdad de oportunidades, por la recuperación de una Patria Grande, por el presente y el futuro del partido de Leandro N. Alem”.

Esta fue la fórmula utilizada por el flamante mandatario municipal, Carlos Ferraris, para su jura.
Luego, se firmó el acta que oficializaba el traspaso del mando, del Intendente mandato cumplido y actual Diputado Provincial, al nuevo Intendente. Fue el momento en que el Lic. Ferraris realizó su primer discurso como mandatario municipal.
En las Elecciones de 2023, logró la reelección como intendente de Leandro N. Alem por la coalición Unión por la Patria, obtuvo el 51,6% de los votos venciendo a sus candidatos opositores Santiago Rossi de Juntos por el Cambio y Rafael Romero de La Libertad Avanza,  en su segunda asunción se mostró critico tanto de Javier Milei como de Alberto Fernandez